# کوپروجو (هوپا)
کوپروجو (به لاتین: Köprücü) یک منطقهٔ مسکونی در ترکیه است که در هوپا واقع شده‌است. کوپروجو ۶۸۵ نفر جمعیت دارد.